# Niente di speciale
Niente di speciale è un singolo del gruppo musicale italiano Lo Stato Sociale, pubblicato il 30 giugno 2017 come quinto estratto dall'album Amore, lavoro e altri miti da sfatare.

## Tracce
1. Niente di speciale – 5:27